# Bojowy Oddział Armii
Bojowy Oddział Armii (w skrócie BOA) - największa na Pomorzu Zachodnim tajna organizacja oporu przeciwko władzom Związku Radzieckiego (ZSRR) po II wojnie światowej. BOA skupiała około 60 członków Armii Krajowej, przeważnie ludzi bardzo młodych.

## Dowództwo
Początkowo działała na terenach zabranych Polsce przez ZSRR celem utrudnienia ich zajęcia. Pierwszym dowódcą był Stefan Pabiś pseudonim "Stefan", a po jego ujawnieniu w 1947 r. – Wacław Borodziuk (znany również jako Wacław Kasprzyński) pseudonim "Orzeł".
Grupa utrzymywała bliskie kontakty z najsłynniejszym dowódcą podziemia mjr. Zygmuntem Szendzielarzem "Łupaszką".
Później, gdy na wschodnich terenach działania BOA nie miały już większego sensu grupa przeniosła się na Pomorze Zachodnie. Członkowie BOA utworzyli w Bobolicach Spółdzielnię Pracy Rybaków.
Ówczesna prasa relacjonując proces opisywała młodych ludzi jako bandytów, dla których "każdy członek partii obozu demokratycznego był mu wrogiem". Tytuł jednego z artykułów: Czerwona droga zbrodni przywódcy bandy "Boa".

## Zbiorowy grób członków

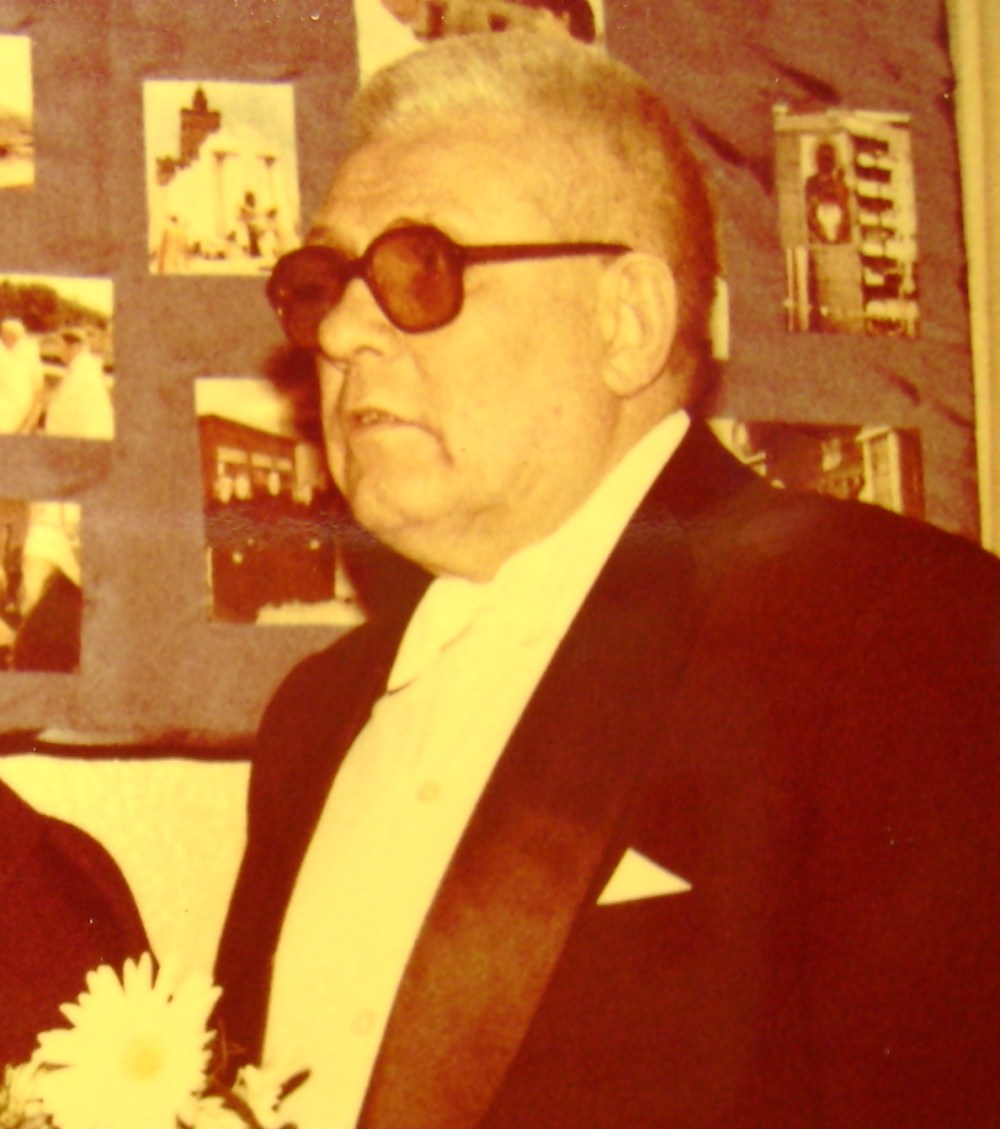
Adam Giedrys

Instytut Pamięci Narodowej natrafił na anonimowy grób członków BOA zamordowanych przez ówczesny Urząd Bezpieczeństwa. Ekshumację wykonano 28 sierpnia 2009 roku. Grób znajduje się na Cmentarzu Centralnym w Szczecinie i trafiono na niego dzięki zapiskom w księgach cmentarza, co pozwoliło na ustalenie dokładnej daty śmierci.
Zidentyfikowano pięć osób (wszyscy należeli do BOA): Zenon Łozicki, Wacław Kasprzyński, Edward Kokotko, Edward Kosieradzki i Waldemar Klimczewski.
Wyrok śmierci został wydany przez Wojskowy Sąd Rejonowy w Szczecinie, którego składem kierował kpt. Stanisław Wróblewski. Wyrok wykonano 4 grudnia 1948 roku strzałem w tył głowy, w więzieniu przy ulicy Kaszubskiej w Szczecinie. Trzech zastrzelono dokładnie o godz. 5.15, a dwóch w pół godziny później.
Zenon Łozicki był ojcem chrzestnym Stefanii Giedrys, córki Adama Giedrysa, który również należał do BOA.